# Jordan Davis (cantante)
Jordan Carl Wheeler Davis (Shreveport, 30 de marzo de 1988) es un cantante y compositor de country pop estadounidense. Está firmado con la discográfica MCA Nashville de Universal Music Group Nashville, para la cual ha lanzado los álbumes Home State en 2018 y Bluebird Days en 2023, así como dos extended plays. Su discografía también incluye siete sencillos, de los cuales cuatro han alcanzado el número uno en la lista de Billboard, Country Airplay.

## Biografía
Nació en Shreveport, Luisiana, hijo de Luwanna y Ricky Davis. Tiene un hermano, Jacob Davis (que también es cantante de country), y una hermana, Jentry. Su tío, Stan Paul Davis, escribió los exitosos sencillos de Tracy Lawrence, "Today's Lonely Fool" y "Better Man, Better Off". Asistió a C. E. Byrd High School antes de graduarse de la universidad con un título en Ciencias ambientales de la Universidad Estatal de Luisiana.
Después de graduarse, se mudó a Nashville en 2012, y obtuvo un contrato de grabación con Universal Music Group Nashville en 2016.
El sencillo debut de Davis, "Singles You Up", salió a la venta a mediados de 2017. Escribió la canción junto a Steven Dale Jones y Justin Ebach. Alcanzó el número uno en la lista Billboard Country Airplay en abril de 2018. El álbum debut correspondiente, Home State, fue lanzado el 23 de marzo de 2018. Paul DiGiovanni, guitarrista de Boys Like Girls, produjo el álbum. Su segundo sencillo, "Take It from Me", se lanzó en las radios de música country el 7 de mayo de 2018. Alcanzó el número dos en la lista Country Airplay en marzo de 2019. El tercer sencillo del álbum, "Slow Dance in a Parking Lot", se lanzó en la radio el 22 de abril de 2019 y también alcanzó la primera posición el Country Airplay.
En mayo de 2020, Davis anunció el lanzamiento de su extended play homónimo, que fue producida por Paul DiGiovanni. Davis dijo: "No puedo decirles lo emocionado que estoy por escuchar estas canciones. Estoy orgulloso de esto". El EP fue precedido por el lanzamiento de "Cool Anymore", "Detours" y "Almost Maybes". Davis obtuvo fue nominado a canción del año y sencillo del año en los Premios de la Academia de la Música Country por el sencillo "Buy Dirt" junto a Luke Bryan. Davis coescribió el sencillo "Broken Umbrella" de Jojo Mason.
En noviembre de 2022, Davis actuó en el espectáculo de medio tiempo de la 109.ª Copa Grey en Regina, Saskatchewan, junto a Tyler Hubbard y Josh Ross.

## Vida personal
Davis se casó con Kristen O'Connor en 2017. Su hija nació el 17 de noviembre de 2019. Su primer hijo nació el 4 de septiembre de 2021 y su segundo hijo, Elijah, nació el 15 de junio de 2023.

## Discografía

### Álbumes de estudio
| Título        | Detalles del álbum                                                                                       | Posiciones más altas | Posiciones más altas | Posiciones más altas | Posiciones más altas | Ventas       | Certificaciones |
| Título        | Detalles del álbum                                                                                       | EU                   | EU Country           | AUS                  | CAN                  | Ventas       | Certificaciones |
| ------------- | --- | -------------------- | -------------------- | -------------------- | -------------------- | ------------ | --------------- |
| Home State    | - Fecha de lanzamiento: 23 de marzo de 2018 - Disquera: MCA Nashville - Formatos: CD, vinilo, descarga   | 47                   | 6                    | —                    | 48                   | - US: 16,900 | - MC: Oro       |
| Bluebird Days | - Fecha de lanzamiento: 17 de febrero de 2023 - Disquera: MCA Nashville - Formatos: CD, vinilo, descarga | 19                   | 3                    | 92                   | 18                   |              |                 |

### Extended plays
| Título       | Detalles del EP                                                                               | Posiciones más altas | Posiciones más altas | Posiciones más altas |
| Título       | Detalles del EP                                                                               | EU                   | EU Country           | CAN                  |
| ------------ | --------------------------------------------------------------------------------------------- | -------------------- | -------------------- | -------------------- |
| Jordan Davis | - Fecha de lanzamiento: 22 de mayo de 2020 - Disquera: MCA Nashville - Formatos: CD, descarga | 124                  | 16                   | —                    |
| Buy Dirt     | - Fecha de lanzamiento: 21 de mayo de 2021 - Disquera: MCA Nashville - Formatos: CD, descarga | 86                   | 11                   | 99                   |

### Sencillos
| Año                                                                          | Sencillo                      | Posiciones más altas | Posiciones más altas | Posiciones más altas | Posiciones más altas | Posiciones más altas | Posiciones más altas | Ventas             | Certificaciones                       | Álbum                    |
| Año                                                                          | Sencillo                      | EU                   | EU Country           | EU Country Airplay   | CAN                  | CAN Country          | Global               | Ventas             | Certificaciones                       | Álbum                    |
| ---------------------------------------------------------------------------- | ----------------------------- | -------------------- | -------------------- | -------------------- | -------------------- | -------------------- | -------------------- | ------------------ | ------------------------------------- | ------------------------ |
| 2017                                                                         | "Single You Up"               | 50                   | 4                    | 1                    | 64                   | 1                    | —                    | - EE. UU.: 237 000 | - RIAA: 2× Platino - MC: 2 × Platino  | Home State               |
| 2018                                                                         | "Take It from Me"             | 46                   | 4                    | 2                    | 67                   | 4                    | —                    | - EE. UU.: 77 000  | - RIAA: Platino - MC: Platino         | Home State               |
| 2019                                                                         | "Slow Dance in a Parking Lot" | 37                   | 6                    | 1                    | —                    | 15                   | —                    | - EE. UU.: 53 000  | - RIAA: Platino - MC: Platino         | Home State               |
| 2020                                                                         | "Almost Maybes"               | 43                   | 7                    | 5                    | 60                   | 6                    | —                    |                    | - RIAA: Platino - MC: Platino         | Jordan Davis             |
| 2021                                                                         | "Buy Dirt" (con Luke Bryan)   | 22                   | 1                    | 1                    | 23                   | 1                    | 117                  |                    | - RIAA: 2 × Platino - MC: 2 × Platino | Buy Dirt y Bluebird Days |
| 2022                                                                         | "What My World Spins Around"  | 40                   | 8                    | 1                    | 51                   | 3                    | —                    |                    | - MC: Oro                             | Bluebird Days            |
| 2023                                                                         | "Next Thing You Know"         | 28                   | 7                    | 3                    | 41                   | 1                    | —                    |                    |                                       | Bluebird Days            |
| "—" denota una grabación que no se registró o no se lanzó en ese territorio. |                               |                      |                      |                      |                      |                      |                      |                    |                                       |                          |

## Premios y nominaciones
| Año  | Premiación                                  | Categoría                       | Nominado por             | Resultado | Referencia |
| ---- | ------------------------------------------- | ------------------------------- | ------------------------ | --------- | ---------- |
| 2019 | CMT Music Awards                            | Vídeo innovador del año         | "Take It From Me"        | Ganador   |            |
| 2019 | Premios de la Academia de la Música Country | Nuevo artista masculino del año | "Take It From Me"        | Nominado  | [ 18 ]     |
| 2022 | Premios de la Academia de la Música Country | Sencillo del año                | "Buy Dirt"con Luke Bryan | Nominado  | [ 19 ]     |
| 2022 | Premios de la Academia de la Música Country | Canción del año                 | "Buy Dirt"con Luke Bryan | Nominado  |            |
| 2022 | Premios de la Academia de la Música Country | Evento musical del año          | "Buy Dirt"con Luke Bryan | Nominado  |            |
| 2022 | CMT Music Awards                            | Vídeo colaborativo del año      | "Buy Dirt"con Luke Bryan | Nominado  | [ 20 ]     |
| 2022 | Billboard Music Awards                      | Mejor canción country           | "Buy Dirt"con Luke Bryan | Nominado  |            |
| 2022 | Country Music Association Awards            | Canción del año                 | "Buy Dirt"con Luke Bryan | Ganador   | [ 21 ]     |